# 液壓剪切器

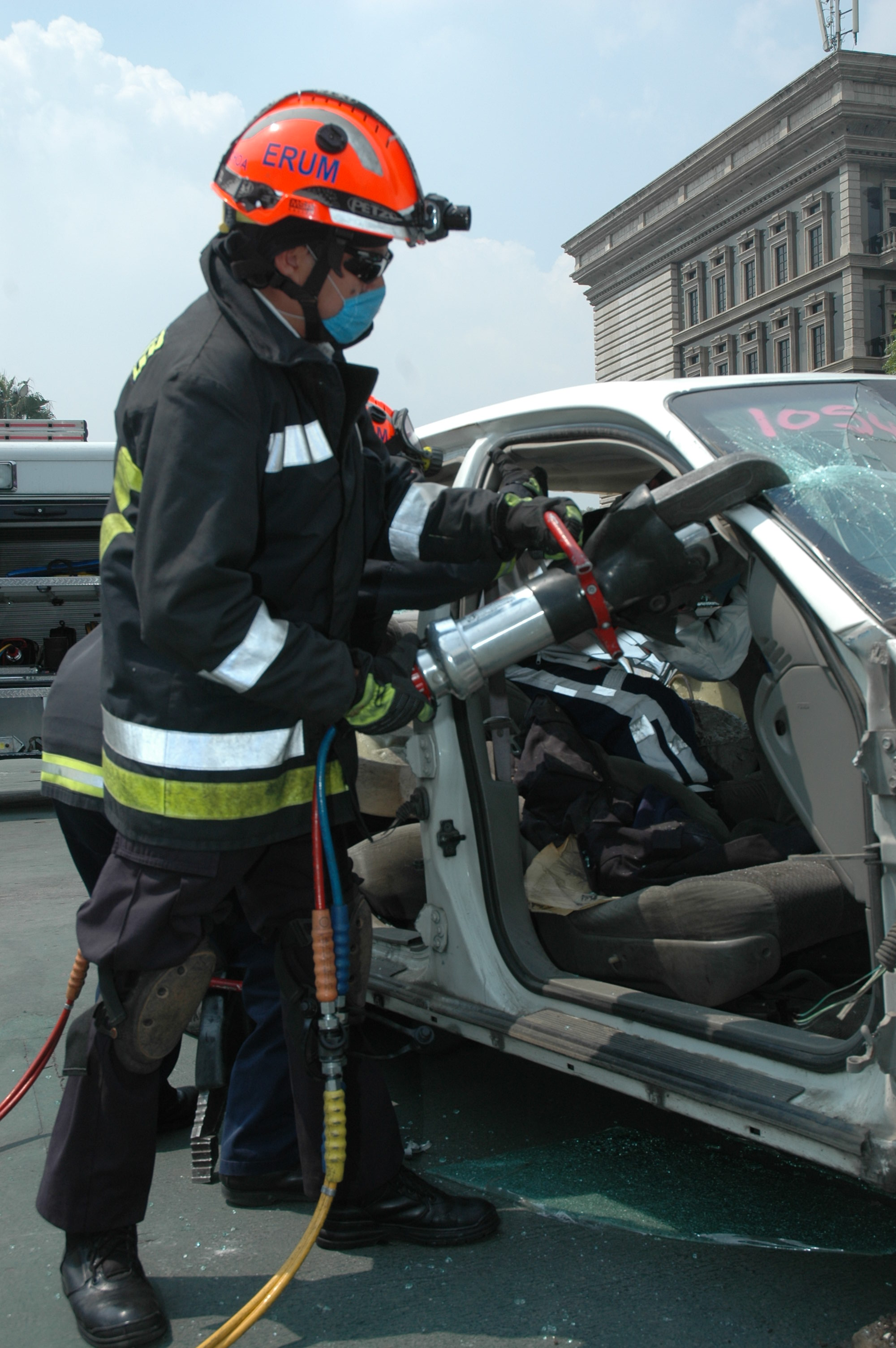
使用液壓剪切器剪開房車車廂的示範

液壓剪切器，又稱液壓剪、油壓剪，是一種液壓切割工具，常用於建築工程及消防救援用途。因為液壓工具是利用液壓推動活塞運作，使用時液壓管道內的液體需要加壓，所以需要配合液壓泵使用，液壓泵除了有較大型的液壓泵，也有較細小的手提式汽油液壓泵，還有手動式的，雖然手動式的液壓剪剪切力不及電動式或汽油驅動的款式，但因為較細小，而且無需外接電源，使用位置的限制較小。另外部分液壓剪可接駁車輛的液壓泵使用，例如安裝有液壓泵的消防車，這樣當需要使用時，消防員可將液壓剪的喉管接駁到消防車的液壓泵，利用消防車的引擎驅動液壓泵，便無需依靠發生意外現場的電力。
液壓剪切器的輸出剪切力依據不同款式及用途有異，如用於消防用途，在交通事故中拯救被困車廂的傷者，消防員用於剪開房車下部車體和車頂蓋連接的支柱（又稱A/B柱）的液壓剪，其剪切力通常超過600千牛頓。值得留意的是液壓剪切器並非只可剪開柱狀的物件，也可反方向張開使用，如同千斤頂，利用剪臂的張開力把兩邊的物件撐開，消防員通常藉此擴大救援被困傷者的空間，而液壓剪切器通常也配有不如款式的剪刀及剪臂，可配合所需的用途選用。